# Pensamiento intuitivo
Pensamiento intuitivo es, según la epistemología, un conocimiento adquirido sin la necesidad de emplear un análisis o un razonamiento anterior. Más bien, la intuición es evidente, por lo que es una consecuencia directa de la intervención del subconsciente en la solución de conflictos netamente racionales que se presentan en la cotidianidad.
Ahora bien, el pensamiento es un concepto más conocido aún, el cual se refiere a la evocación mental de ideas o imágenes. Cuando unimos pensamiento a intuición, entonces hablamos de pensamiento intuitivo. El pensamiento intuitivo, según numerosos filósofos y expertos en ciencias sociales, es el principio de la organización de los seres humanos primitivos y de la ciencia que, en un futuro no muy lejano, fue su estandarte de planificación.
El pensamiento intuitivo es aquel proceso cognitivo que no está sujeto a un previo análisis o deducción lógica, sino que nace de una percepción sensorial que se toma por evidente. Por lo general, las evocaciones mentales del pensamiento intuitivo no son controlables, pero sí sirven como base para establecer patrones de conducta concretos.

## Antecedentes
El pensamiento intuitivo es tan antiguo como la misma humanidad. Los hombres prehistóricos eran herméticamente individualistas, debido a que nunca habían experimentado la metodología de agruparse, ya que no comprendían sus limitaciones físicas. No obstante, el hombre prehistórico sí luchaba por su supervivencia, pero lo hacía pues así le dictaban sus instintos, no porque comprendía que la naturaleza lo desafiaba a cada momento con innumerables peligros y obstáculos. Esta lucha hombre-naturaleza por la supervivencia, tenía una única implicación que era la de la satisfacción de las necesidades. 
En este contexto, mientras los seres humanos lograban sus fines en separado, practicaban el pensamiento intuitivo. Esta manera de pensar, anterior al pensamiento racional, era la que regía las relaciones de los hombres prehistóricos. 
Ahora bien, cuando los hombres de la prehistoria se encontraron frente a situaciones que ya habían ¨experimentado¨, entonces la forma de pensar mutaría de ser intuitiva e individual a ser intuitiva y grupal, debido a que, como ya habían aprendido de su experiencia que dichas situaciones no podían ser superadas en forma individual, obligatoriamente tenían que manejarlas en forma colectiva. Así, se cristalizan entonces, los pensamientos intuitivos en conjunto, apoyados en la experiencia de situaciones anteriores..

## Características y condiciones del pensamiento intuitivo
El modo intuitivo de pensar de los seres humanos, por su manifestación, puede caracterizarse por los siguientes rasgos:
1. El pensamiento intuitivo no posee un mecanismo de procedimiento definido. Es decir, como es un producto del inconsciente, es muy difícil que esté sujeto al método científico.
2. Como la intuición es un concepto epistemológico, todo aquel conocimiento percibido mediante el pensamiento intuitivo, se debate entre la verdad y la creencia. Por esta razón, la intuición no tiene, por simple inspección, un valor de verdad definido.
3. En el pensamiento intuitivo, tiende a no existir una relación concreta entre las conclusiones obtenidas y la forma en que se llegó a dichas conclusiones. No existe la causalidad.
4. Para que se forme un pensamiento intuitivo, en cualquier contexto antropológico o social, el individuo pensante debe poseer, aun de forma inconsciente, cierta familiaridad con el conocimiento implicado. Esta familiaridad viene dada por la experiencia.
5. Todo pensamiento que se da por la vía de la intuición está sujeto a una comprobación posterior, ya que se hace necesario definir si el conocimiento derivado de la intuición es válido o no.

## Consecuencias del pensamiento intuitivo
Las consecuencias directas del pensamiento intuitivo son la comprensión de la limitación natural de los recursos, la comprensión de la infinidad de necesidades y, como consecuencia inmediata de las dos primeras, la priorización de las necesidades del hombre y el desarrollo de una teoría de decisiones destinada a impulsar el liderazgo entre los núcleos humanos y la capacidad de medir las consecuencias en las decisiones.